# 红旗街道 (自贡市)
红旗街道，原为红旗乡，是中华人民共和国四川省自贡市自流井区下辖的一个乡镇级行政单位。2019年9月撤乡设街道。以原红旗乡和沿滩区卫坪镇杨公桥村、紫景社区、东湖社区、杨公桥社区所属行政区域为红旗街道的行政区域，红旗街道办事处驻兴川南街255号。

## 行政区划
红旗街道下辖以下地区：
大岩社区、景湖社区、西景苑社区、大岩村和白果村。